# Portia quei
Portia quei är en spindelart som beskrevs av Zabka 1985. Portia quei ingår i släktet Portia och familjen hoppspindlar. Inga underarter finns listade i Catalogue of Life.